# Championnat du monde masculin de basket-ball 1990
Navigation
1986 - Espagne 1994 - Canada
Le Championnat du monde masculin de basket-ball 1990 s'est déroulé en Argentine.

## Podium final
Le podium final de ce championnat du monde est :
| Médaille                  | Pays        |
| ------------------------- | ----------- |
| Médaille d'or, monde      | Yougoslavie |
| Médaille d'argent, monde  | URSS        |
| Médaille de bronze, monde | États-Unis  |

## Équipes participantes et groupes
| Groupe A Porto Rico Yougoslavie Venezuela Angola | Groupe B Brésil Australie Italie Chine | Groupe C États-Unis Grèce Espagne Corée du Sud | Groupe D URSS Argentine Canada Égypte |

## Premier tour

### Groupe A
| Rang | Équipe      | Pts | J | G | P | Pp  | Pc  | Diff |  | Résultats (dom.\ext.) |       |       |       |       |
| ---- | ----------- | --- | - | - | - | --- | --- | ---- |  | --------------------- | ----- | ----- | ----- | ----- |
| 1    | Porto Rico  | 6   | 3 | 3 | 0 | 248 | 224 | 24   |  | Porto Rico            |       | 82-75 | 88-74 | 78-75 |
| 2    | Yougoslavie | 5   | 3 | 2 | 1 | 259 | 245 | 14   |  | Yougoslavie           | 75-82 |       | 92-84 | 92-79 |
| 3    | Venezuela   | 4   | 3 | 1 | 2 | 241 | 257 | -16  |  | Venezuela             | 74-88 | 84-92 |       | 83-77 |
| 4    | Angola      | 3   | 3 | 0 | 3 | 231 | 253 | -22  |  | Angola                | 75-78 | 79-92 | 77-83 |       |

### Groupe B
| Rang | Équipe    | Pts | J | G | P | Pp  | Pc  | Diff |  | Résultats (dom.\ext.) |         |        |         |        |
| ---- | --------- | --- | - | - | - | --- | --- | ---- |  | --------------------- | ------- | ------ | ------- | ------ |
| 1    | Brésil    | 5   | 3 | 2 | 1 | 331 | 273 | 58   |  | Brésil                |         | 68-69  | 125-109 | 138-95 |
| 2    | Australie | 5   | 3 | 2 | 1 | 264 | 247 | 17   |  | Australie             | 69-68   |        | 89-94   | 106-85 |
| 3    | Italie    | 5   | 3 | 2 | 1 | 318 | 290 | 28   |  | Italie                | 109-125 | 94-89  |         | 115-76 |
| 4    | Chine     | 3   | 3 | 0 | 3 | 256 | 359 | -103 |  | Chine                 | 95-138  | 85-106 | 76-115  |        |

### Groupe C
| Rang | Équipe       | Pts | J | G | P | Pp  | Pc  | Diff |  | Résultats (dom.\ext.) |        |        |         |         |
| ---- | ------------ | --- | - | - | - | --- | --- | ---- |  | --------------------- | ------ | ------ | ------- | ------- |
| 1    | États-Unis   | 6   | 3 | 3 | 0 | 344 | 247 | 97   |  | États-Unis            |        | 103-95 | 95-85   | 146-67  |
| 2    | Grèce        | 5   | 3 | 2 | 1 | 316 | 272 | 44   |  | Grèce                 | 95-103 |        | 102-93  | 119-76  |
| 3    | Espagne      | 4   | 3 | 1 | 2 | 308 | 298 | 10   |  | Espagne               | 85-95  | 93-102 |         | 130-101 |
| 4    | Corée du Sud | 3   | 3 | 0 | 3 | 244 | 395 | -151 |  | Corée du Sud          | 67-146 | 76-119 | 101-130 |         |

### Groupe D
| Rang | Équipe    | Pts | J | G | P | Pp  | Pc  | Diff |  | Résultats (dom.\ext.) |        |       |       |        |
| ---- | --------- | --- | - | - | - | --- | --- | ---- |  | --------------------- | ------ | ----- | ----- | ------ |
| 1    | URSS      | 6   | 3 | 3 | 0 | 289 | 234 | 55   |  | URSS                  |        | 97-77 | 90-81 | 102-76 |
| 2    | Argentine | 5   | 3 | 2 | 1 | 255 | 250 | 5    |  | Argentine             | 77-97  |       | 96-88 | 82-65  |
| 3    | Canada    | 4   | 3 | 1 | 2 | 252 | 254 | -2   |  | Canada                | 81-90  | 88-96 |       | 83-68  |
| 4    | Égypte    | 3   | 3 | 0 | 3 | 209 | 267 | -58  |  | Égypte                | 76-102 | 65-82 | 68-83 |        |

## Deuxième tour

### Groupe E
- 1re journée

États-Unis - Argentine : 104 - 100
Porto Rico - Australie : 89 - 79
- 2e journée

États-Unis - Australie : 79 - 78
Porto Rico - Argentine : 92 - 76
- 3e journée

Porto Rico - États-Unis : 81 - 79
Australie - Argentine : 95 - 91
Classement
| Rang | Pays       | Pts | V | D | Pp | Pc | Diff |
| ---- | ---------- | --- | - | - | -- | -- | ---- |
| 1    | Porto Rico | 6   | 3 | 0 |    |    |      |
| 2    | États-Unis | 5   | 2 | 1 |    |    |      |
| 3    | Australie  | 4   | 1 | 2 |    |    |      |
| 4    | Argentine  | 3   | 0 | 3 |    |    |      |

### Groupe F
- 1re journée

Yougoslavie - Brésil : 105 - 86
URSS - Grèce : 75 - 57
- 2e journée

Yougoslavie - URSS : 100 - 77
Grèce -  Brésil : 103 - 88
- 3e journée

Yougoslavie - Grèce : 77 - 67
URSS - Brésil : 110 - 100
- Classement

| Rang | Pays        | Pts | V | D | Pp | Pc | Diff |
| ---- | ----------- | --- | - | - | -- | -- | ---- |
| 1    | Yougoslavie | 6   | 3 | 0 |    |    |      |
| 2    | URSS        | 5   | 2 | 1 |    |    |      |
| 3    | Grèce       | 4   | 1 | 2 |    |    |      |
| 4    | Brésil      | 3   | 0 | 3 |    |    |      |

## Demi-finales
URSS -  Porto Rico : 98 - 82
Yougoslavie - États-Unis : 99 - 91

## Match de7eplace
Australie - Argentine : 98 - 84

## Match de5eplace
Brésil - Grèce : 97 - 94

## Match de3eplace
États-Unis - Porto Rico : 107 - 105

## Finale
Yougoslavie -  URSS : 92-75

## Classement final

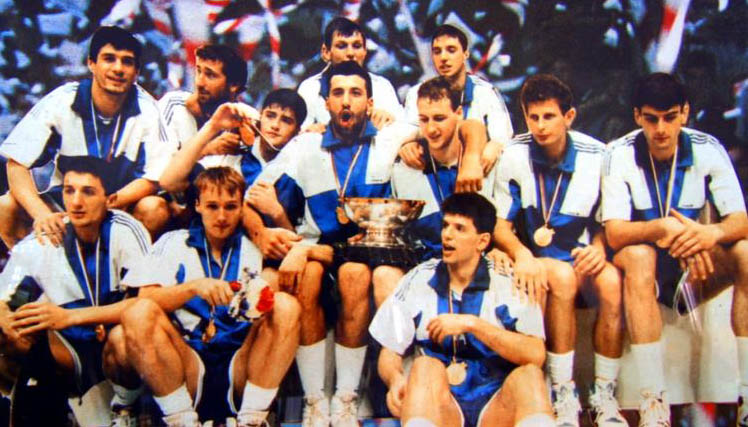
L'équipe de Yougoslavie.

| Rang | Équipe       |
| ---- | ------------ |
| 1    | Yougoslavie  |
| 2    | URSS         |
| 3    | États-Unis   |
| 4    | Porto Rico   |
| 5    | Brésil       |
| 6    | Grèce        |
| 7    | Australie    |
| 8    | Argentine    |
| 9    | Italie       |
| 10   | Espagne      |
| 11   | Canada       |
| 12   | Venezuela    |
| 13   | Angola       |
| 14   | Égypte       |
| 15   | Chine        |
| 16   | Corée du Sud |

## Membres de l'équipe victorieuse
- Dražen Petrović
- Velimir Perasović
- Zoran Čutura
- Toni Kukoč
- Žarko Paspalj
- Jurij Zdovc
- Željko Obradović
- Radisav Ćurčić
- Vlade Divac
- Arijan Komazec
- Zoran Jovanović
- Zoran Savić

## 5 majeur du tournoi
- Oscar Schmidt (Brésil)
- Toni Kukoč (Yougoslavie)
- Vlade Divac (Yougoslavie)
- Kenny Anderson (États-Unis)
- Federico López (Porto Rico)